# Carlos Fumo Gonçalves
Carlos Fumo Gonçalves, noto anche con lo pseudonimo di Sfumato (Maputo, 22 settembre 1979), è un ex calciatore mozambicano, di ruolo centrocampista.

## Carriera

### Nazionale
Ha esordito in Nazionale nel 1998.